# Гранат обыкновенный
Грана́т обыкнове́нный (лат. Púnica granátum) — вид плодовых растений из рода Гранат семейства Дербенниковые (Lythraceae).
Плоды граната употребляются в пищу в сыром виде, в приготовленных блюдах, напитках, для получения гранатового сока.
Сезон гранатов в Северном полушарии длится обычно с сентября по февраль, в Южном — с марта по май.
Гранат происходит из Передней Азии, и употребляется людьми с древности. В наши дни он широко выращивается на Ближнем Востоке и Кавказе, северной и тропической Африке, ряде регионов Азии и Средиземноморья.

## Название

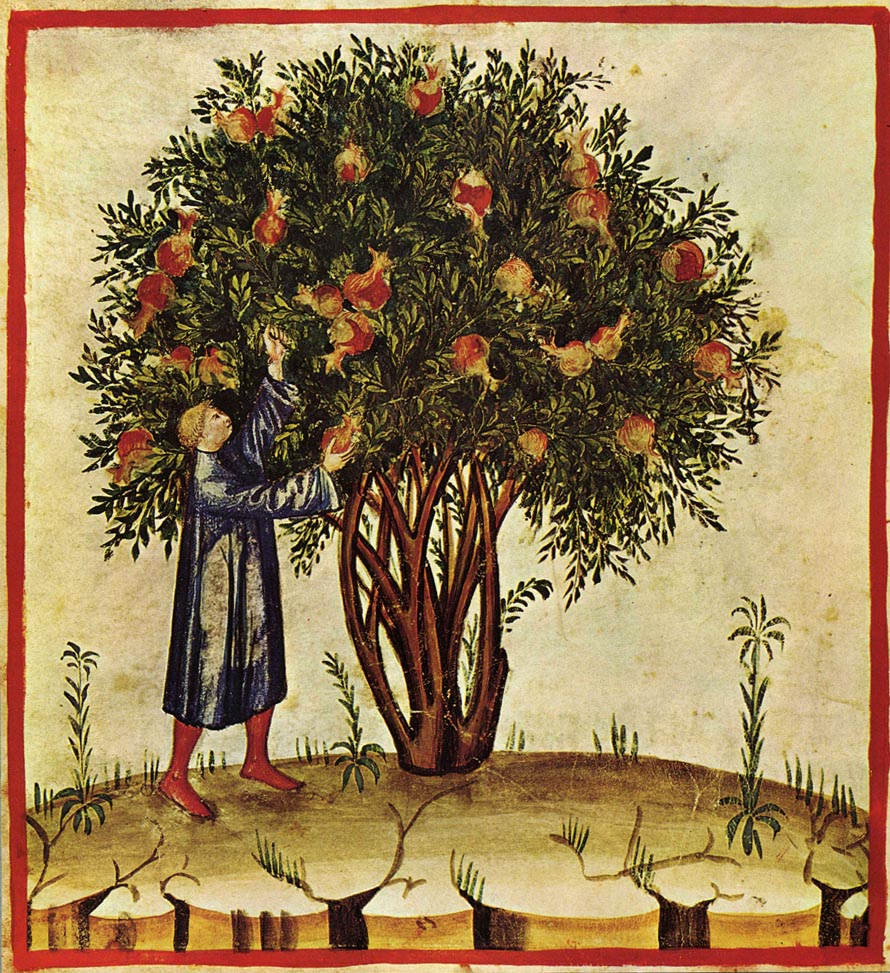
Гранатовое дерево на иллюстрации к Tacuinum sanitatis, сделанной в Ломбардии, конец XIV века (Библиотека Казанатенсе, Рим)

Родовое название лат. Punica происходит от латинского слова punicus — «пунический, карфагенский», по широкому распространению растения в этой стране (современный Тунис).
Видовое название лат. granátum происходит от granatus — «зернистый», по находящимся внутри плода многочисленным семенам, окружённым сочным покровом.
В Средневековье гранат был известен под названием Pomum granatum — «зернистый плод», которое позднее К. Линней заменил на современное научное ботаническое название Punica granatum L..
В Древнем Риме у него было ещё одно имя — malum granatum, то есть «зернистое яблоко». Яблоком его до сих пор называют и на других языках: по-немецки Granatapfel, по-итальянски melograno (от apfel, mela — яблоко). Итальянцы считают, что именно гранат был тем самым запретным плодом, которым соблазнилась Ева.

## Ботаническое описание

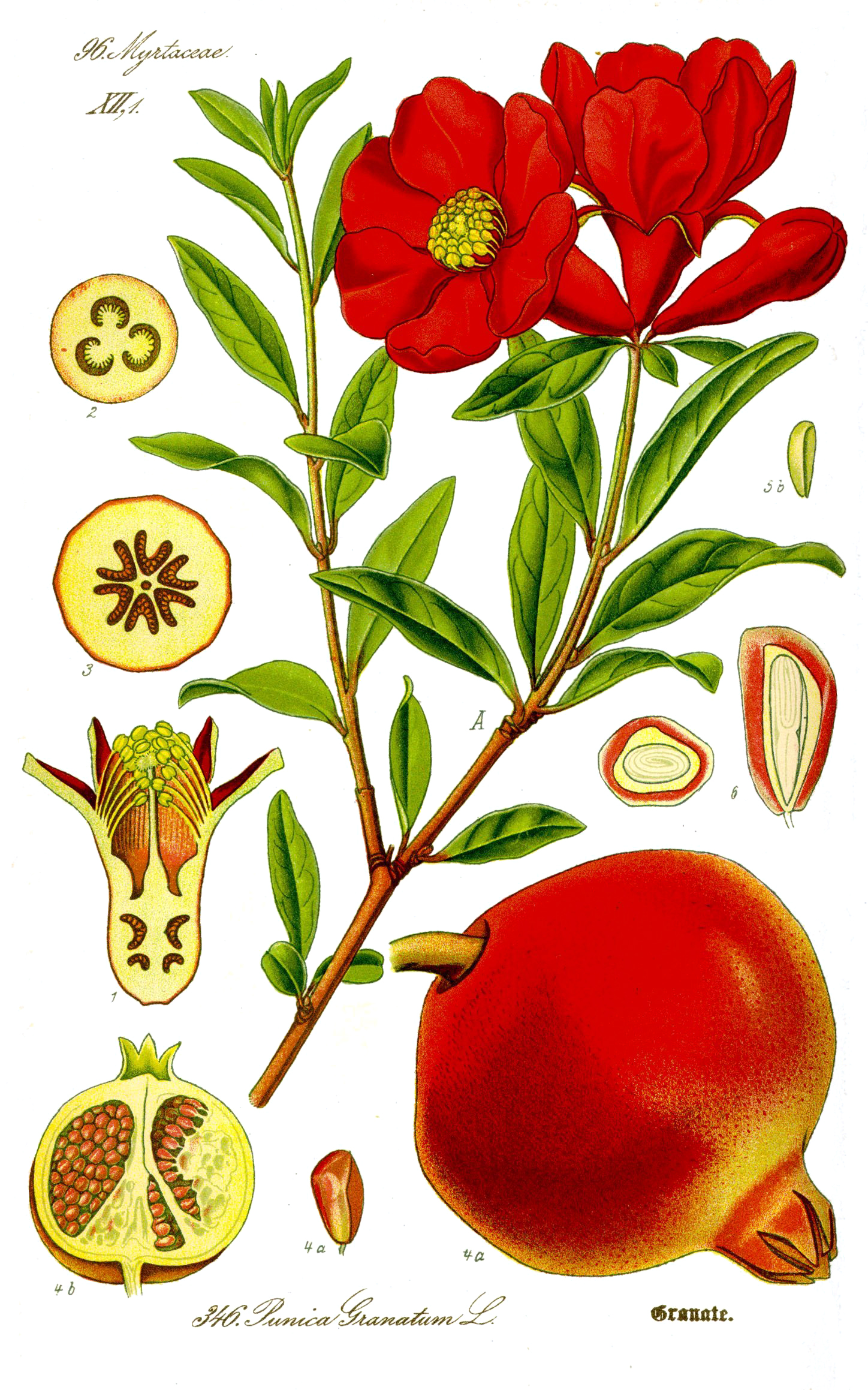

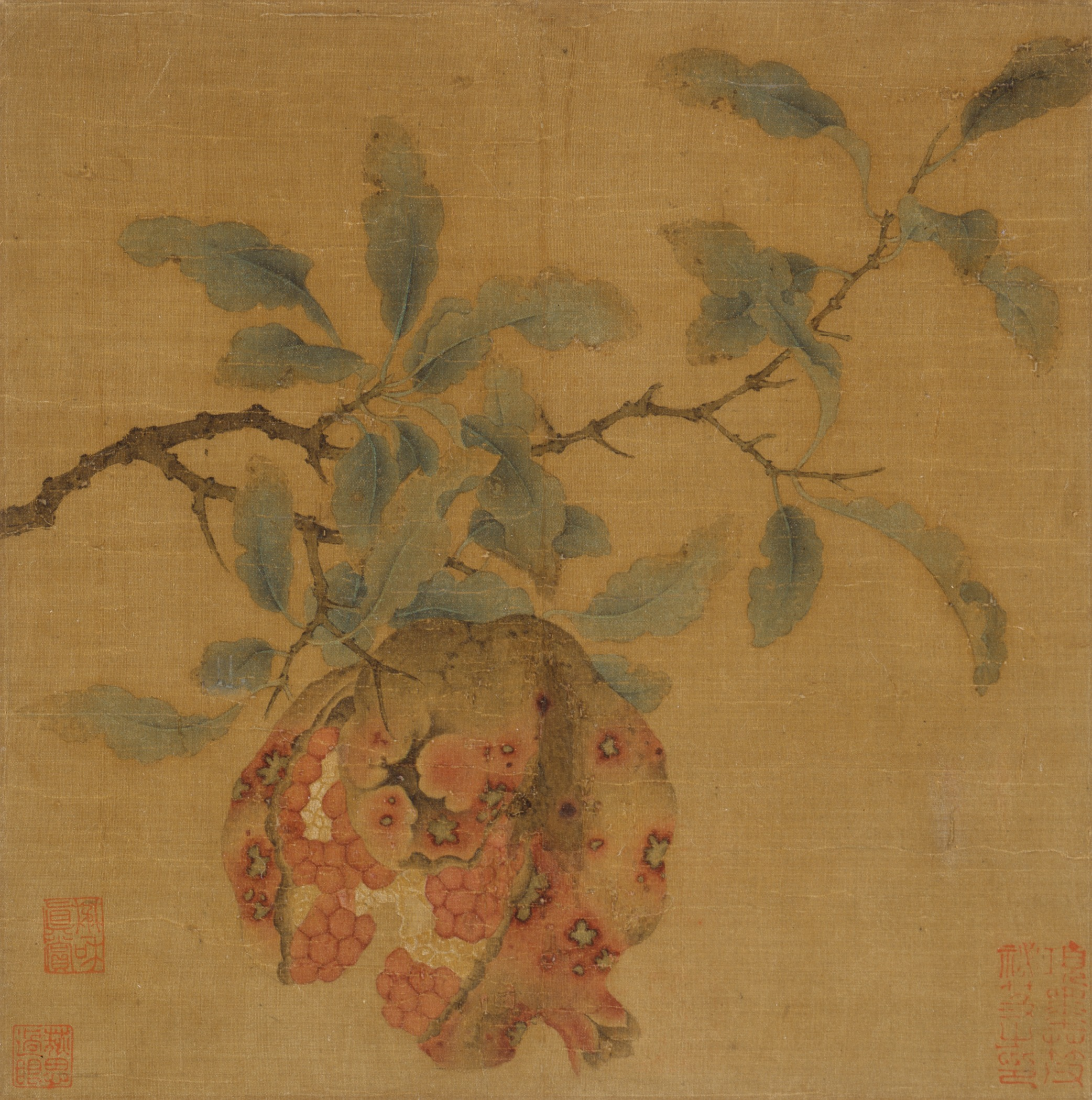
Гранат, поздняя южная империя Сун или ранняя империя Юань около 1200–1340 гг. (Музей искусств округа Лос-Анджелес)

### Морфология
Гранат — долголетнее дерево субтропического климата. Ветви тонкие, колючие. Живёт до 50 лет, достигая в высоту до 5—6 м.
Листья овальные, глянцевые, светло-зелёные, размером 3 см в длину.
Цветки колокольчиковые либо воронковидные, двойные и одиночные, оранжево-красные, достигают 4 см в диаметре.
Формула цветка: {\displaystyle \ast Ca_{(4-5)}\;Co_{4-5}\;A_{\infty +\infty }\;G_{({\overline {4-7}})}}.
Образуют шаровидные плоды-гранатины с кожистым околоплодником и многочисленными сочными семенами. Плод размером с апельсин, кожура его от оранжево-жёлтой до буро-красной. Урожайность 50—60 кг с дерева.
Диплоидный набор хромосом — 2n=16.

### Время цветения и плодоношения
Вегетационный период продолжается 180—215 дней (6 — 8 месяцев). Цветёт с начала лета до осени. Большинство цветков (95—97 %) бесплодные, опадающие. Формирование и созревание плодов длится 120—160 дней.
Из-за растянутости времени цветения период созревания растянут. В Закавказье плоды начинают созревать во второй половине сентября. При созревании окраска плодов не изменяется, поэтому уловить время уборки урожая трудно.
Плодоносить начинает с трёхлетнего возраста, полное плодоношение сохраняется с 7—8 до 30—40 лет. К 50—60 годам урожайность снижается, и старые посадки заменяют молодыми.
Недозрелые плоды в лёжке дозревают, но качество их от этого улучшается мало. Плоды снимают секатором. На хранение оставляют лишь совершенно целые плоды, хранят их при температуре 1—2° и влажности воздуха 80-85 %.

## Ареал
Естественный ареал граната охватывает Переднюю Азию, включающую территории Турции и Ирана, Центральную Азию (южную часть западного Туркменистана и Афганистана), а также Кавказ (Азербайджан, Абхазия, Южная Армения, Грузия). По данным Б. С. Розанова, границы ареала заходят на востоке в северо-западную Индию и северо-восточный Афганистан. Северная граница ареала достигает южных окраин среднеазиатских государств бывшего СССР, проходит по иранскому побережью Каспийского моря и по южным отрогам Большого Кавказского хребта в Закавказье. Западные пределы естественного ареала граната достигают побережья Малой Азии, на юге ареал дикорастущего граната простирается до берегов Аравийского моря.
Дикорастущий гранат также широко распространён в Восточном Закавказье. В Азербайджане заросли дикого граната в ленкорано-астаринском массиве занимают территорию в несколько сот гектаров.
В Средней Азии дикорастущий гранат встречается в Узбекистане и Таджикистане на склонах Гиссарского, Дарвазского и Каратегинских хребтов.
Возникновение рода Punica L. относится к весьма отдалённым геологическим временам — концу мелового периода и началу третичного. Что же касается вида Punica granatum L., то А. Декандоль и И. В. Палибин ссылаются на нахождение остатков граната, листьев и цветков из плиоценовых отложений на юге Франции и в Азербайджане. Учитывая эти данные, а также характер географического распространения граната, Б. С. Розанов относит время формирования этого вида к верхнему олигоцену или же к нижнему миоцену.

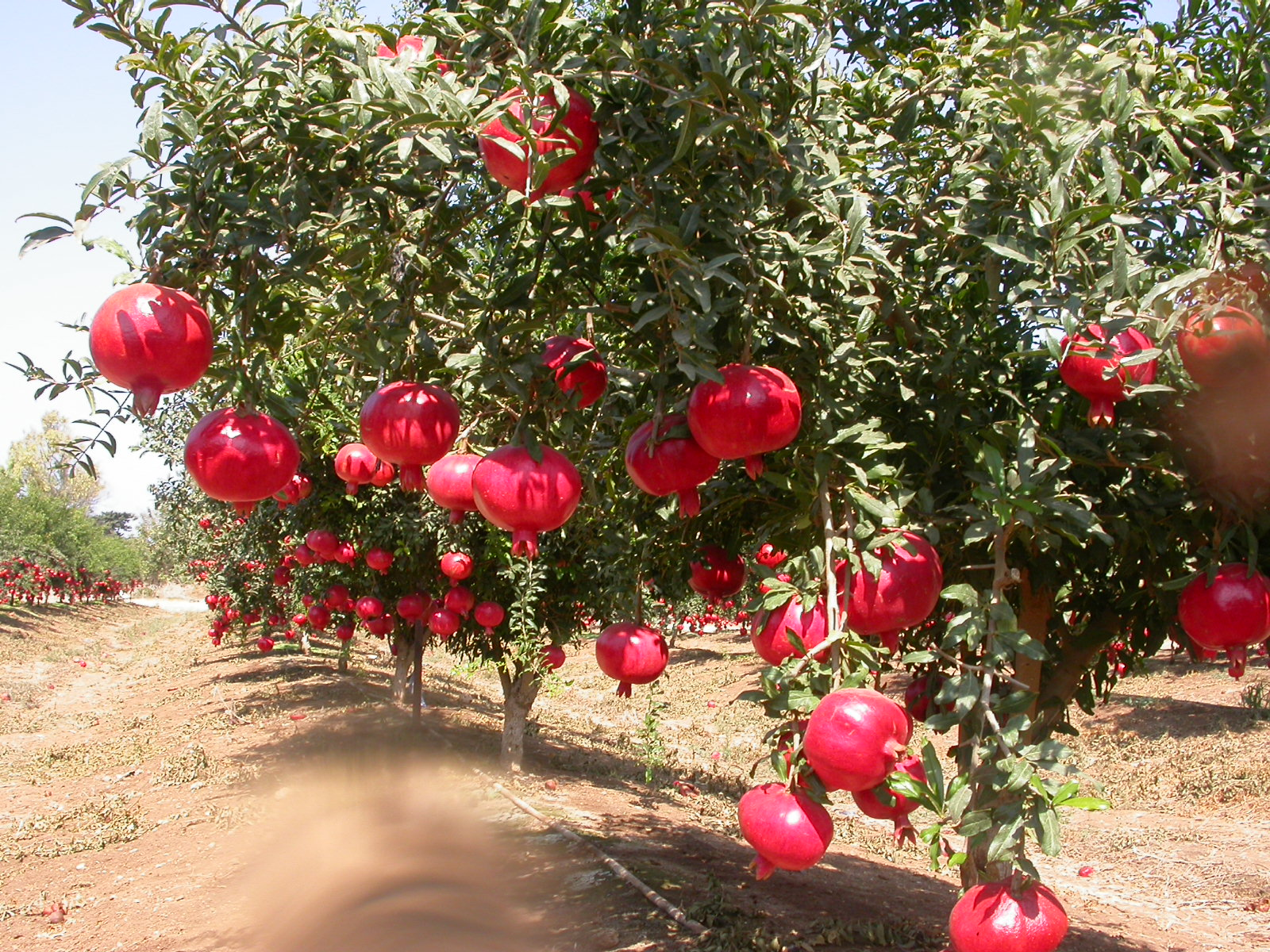
Плантация граната

## Выращивание
Температура
Гранат — растение субтропического климата, нормально растёт там, где температура не опускается ниже −15… −17 °С. При −20° обмерзает вся надземная часть. Гранат — светолюбивая культура, лучше растёт на открытых местах, однако плоды лучше развиваются в тени листьев.
Влажность
К влажности почвы мало требователен, однако в сухих субтропиках без искусственного орошения хорошего урожая не даёт. Воздушную засуху выдерживает хорошо, но только при достаточно влажной почве.
Почва
К почве нетребователен, хорошо растёт на различных почвах, даже на засолённых.

### Биологические особенности
Одна из особенностей граната — «незасыпаемость». Если стебель и ветви растения занесёт песок, то растение пускает новые придаточные корни. Растения как бы возрождаются заново, а старая корневая система постепенно отмирает.
Большой знаток культурной флоры П. М. Жуковский писал, что «раскопки Я. И. Гуммеля в долине реки Ганджа-гай обнаружили „кладбище“ гранатов с многократным укоренением ярусов по стволу по мере засыпания растений».

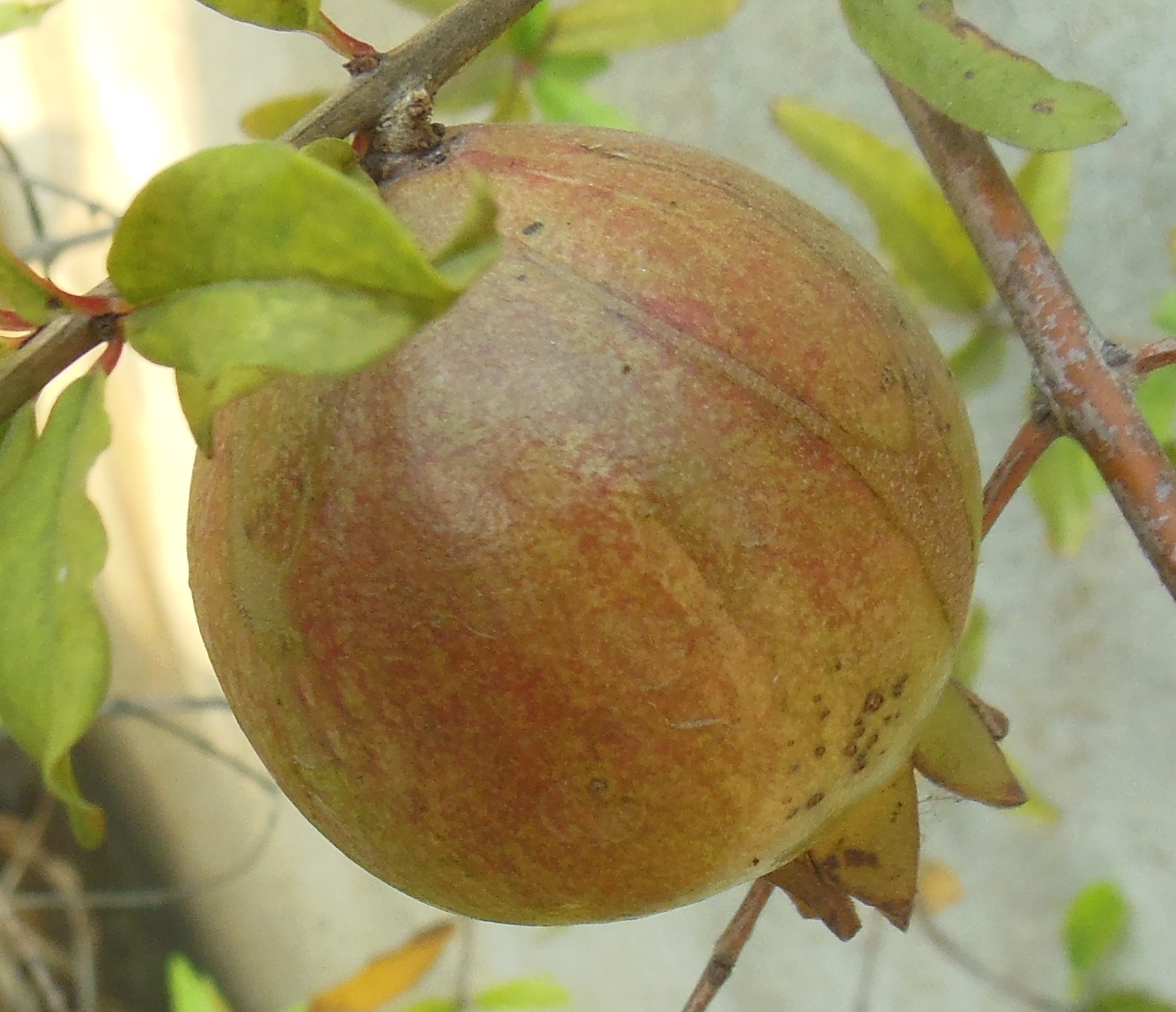
Незрелый плод граната

### Размножение
Размножают в основном черенками, для которых используют однолетние побеги и более старые ветви. Зелёные черенки сажают в начале лета, одревесневшие (зимние) — заготавливают осенью, а сажают весной. Применяют также размножение отводками и прививку на сеянцы.
Для получения сеянцев семена высевают осенью и весной. Как правило, всходят они хорошо, через 2—3 недели, и не требуют какой-либо специальной предпосевной обработки. При семенном размножении происходит расщепление признаков — потомство семян, даже созревших в одном плоде, получается разнородным. По этим причинам большинство сортов граната размножают вегетативно.
Сортовые особенности сохраняются и при семенном размножении.

## История культуры

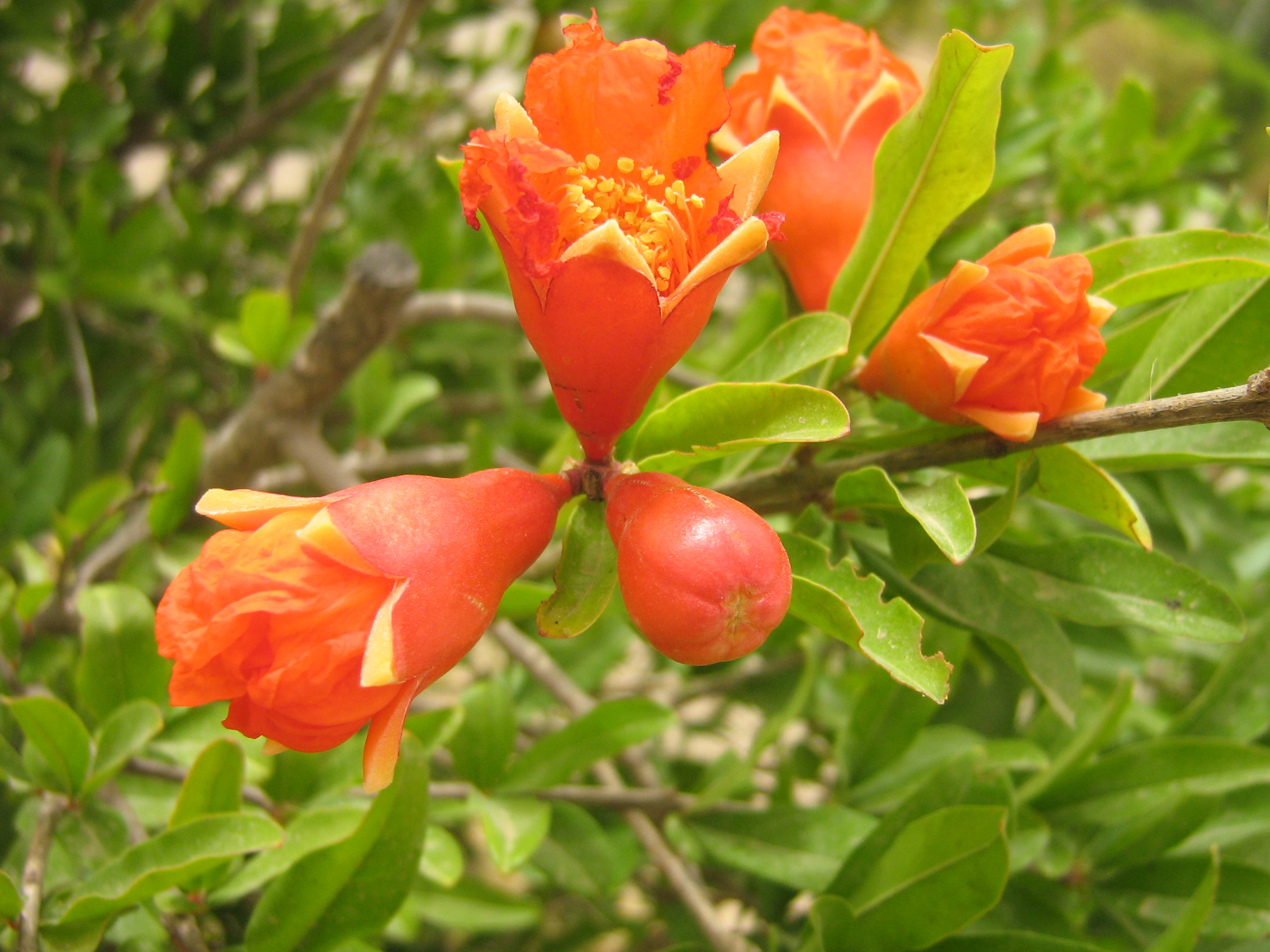
Цветок граната обыкновенного

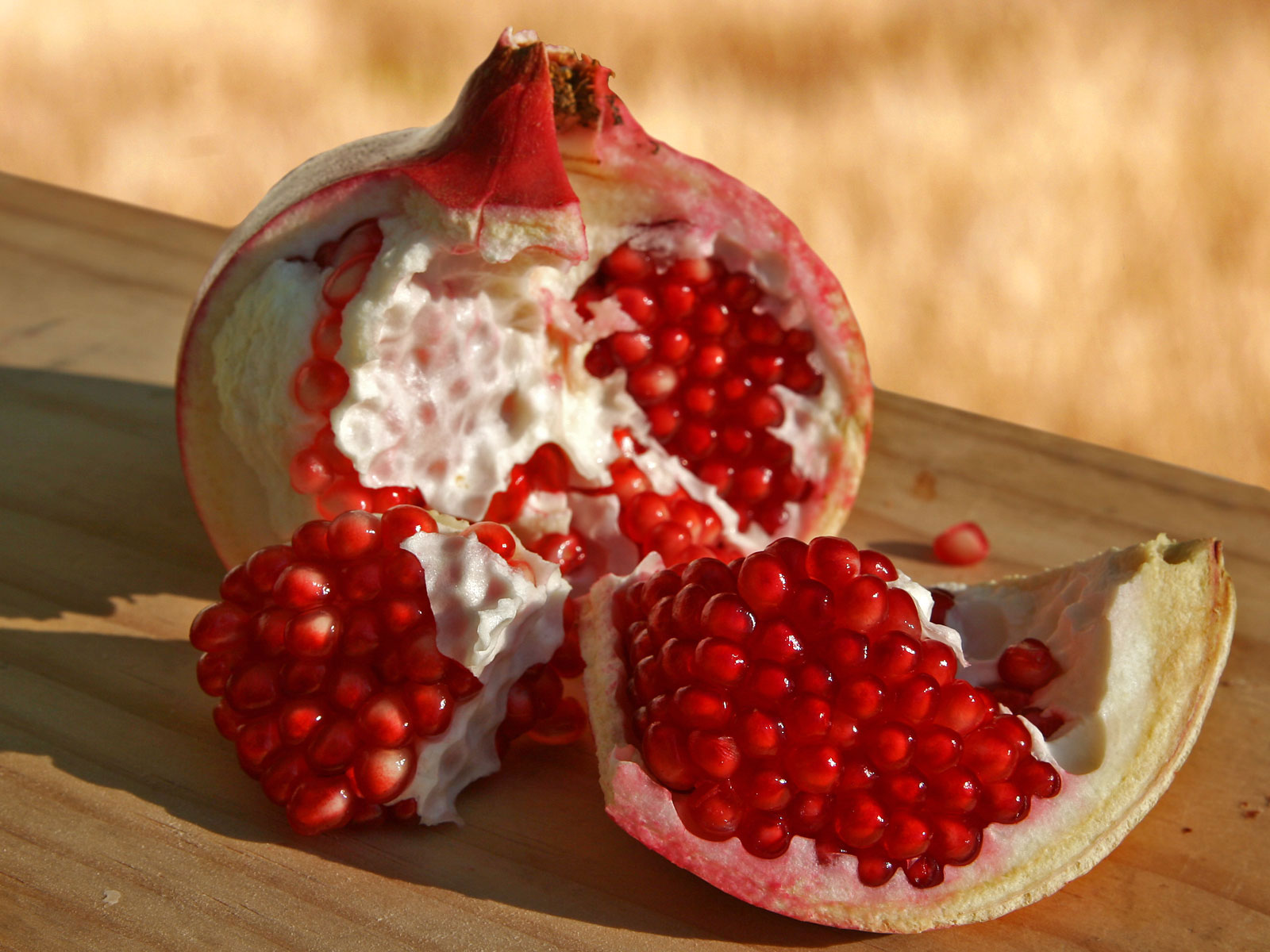
Плод граната обыкновенного

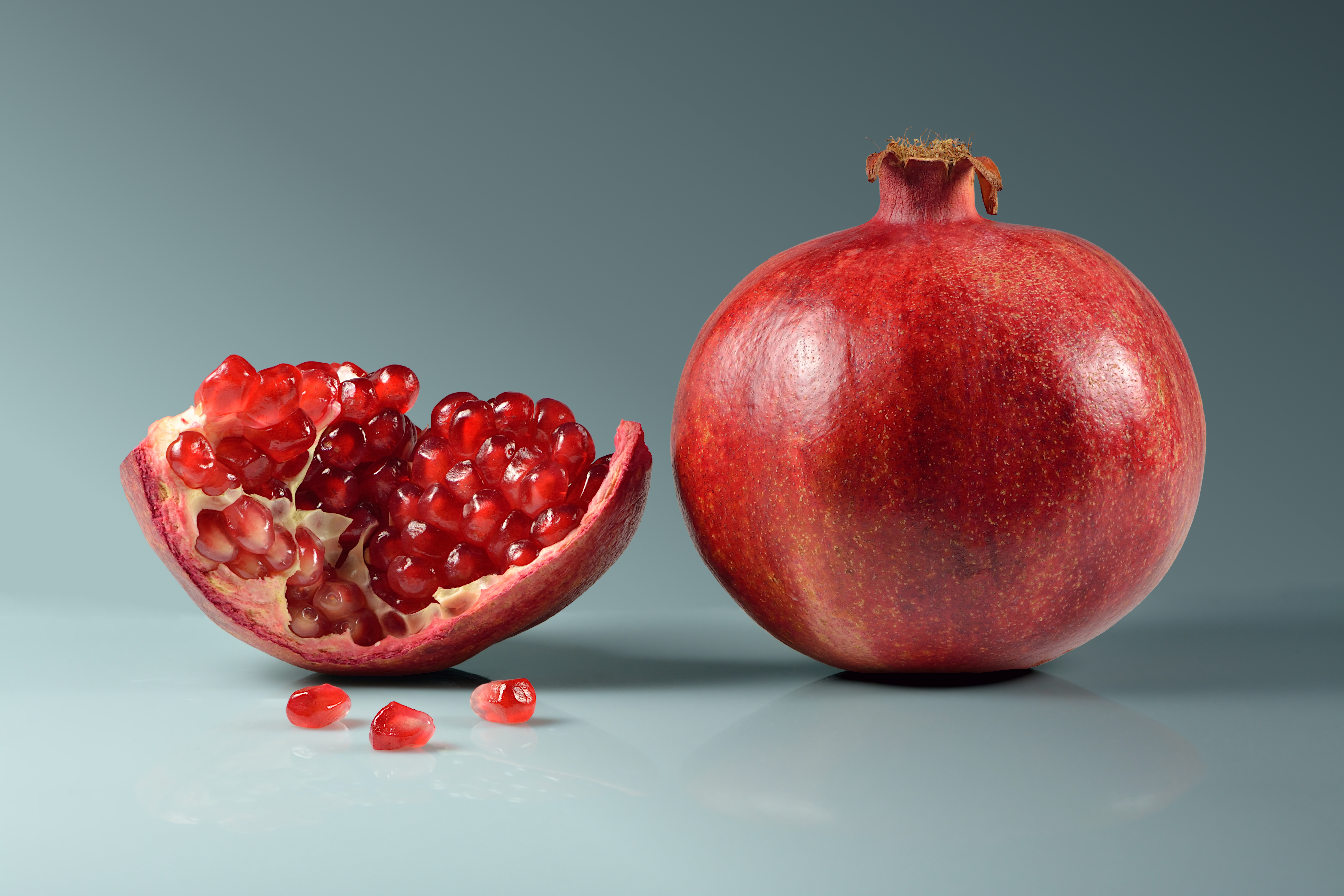
Плоды граната — целые и кусочки с саркотестой

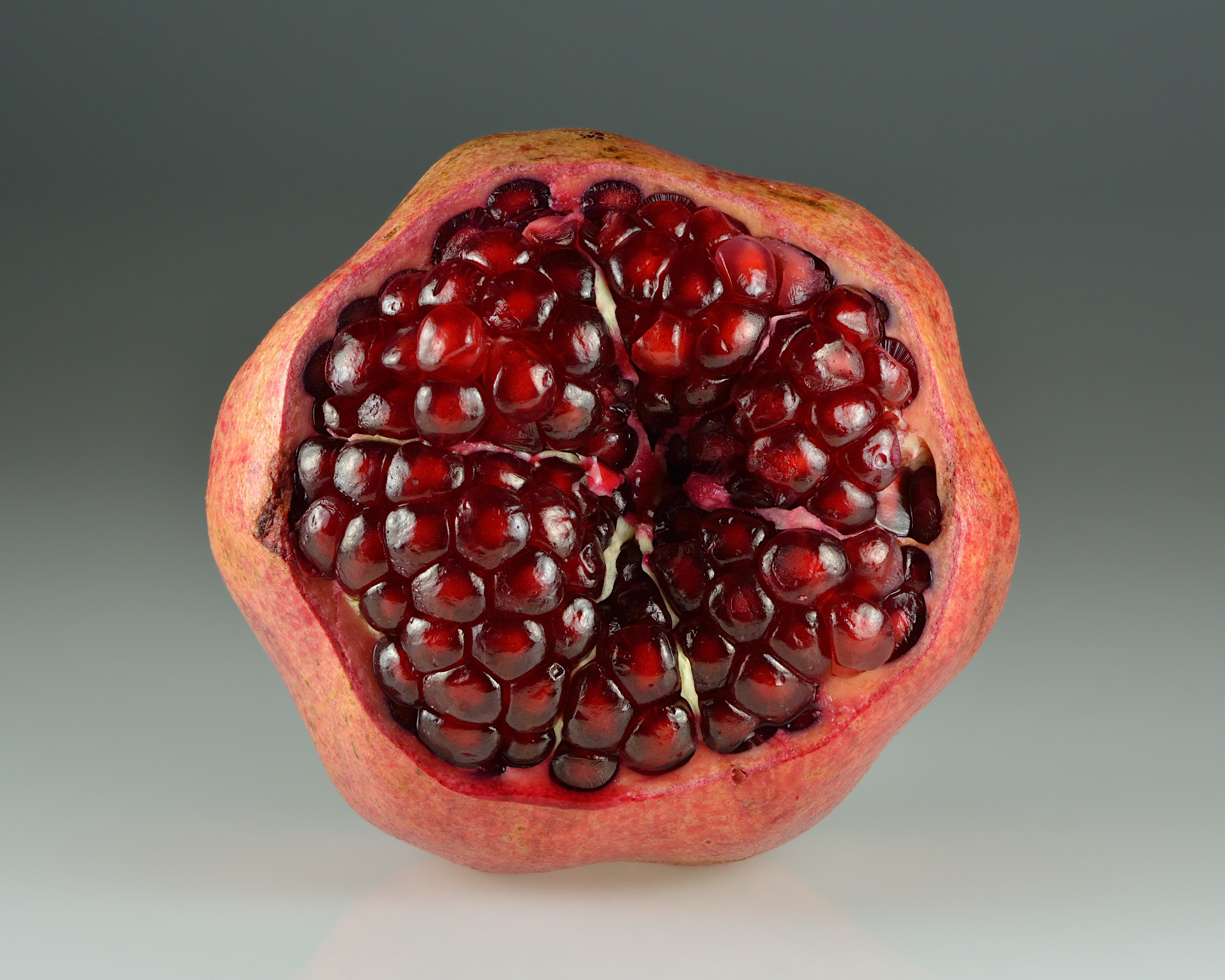
Открытый гранат

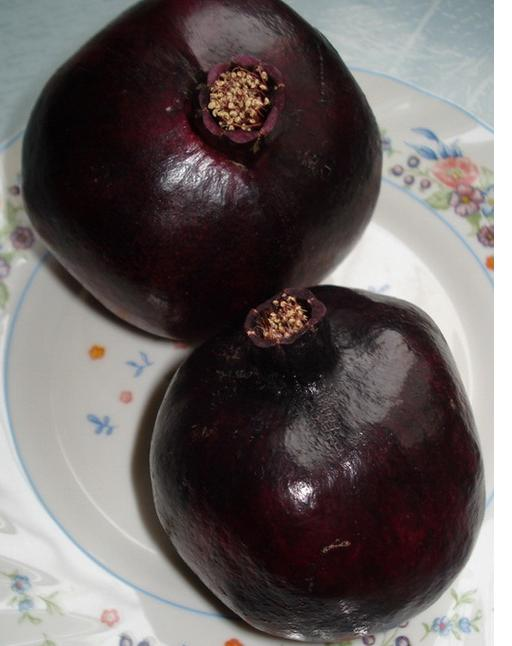
Чёрный гранат

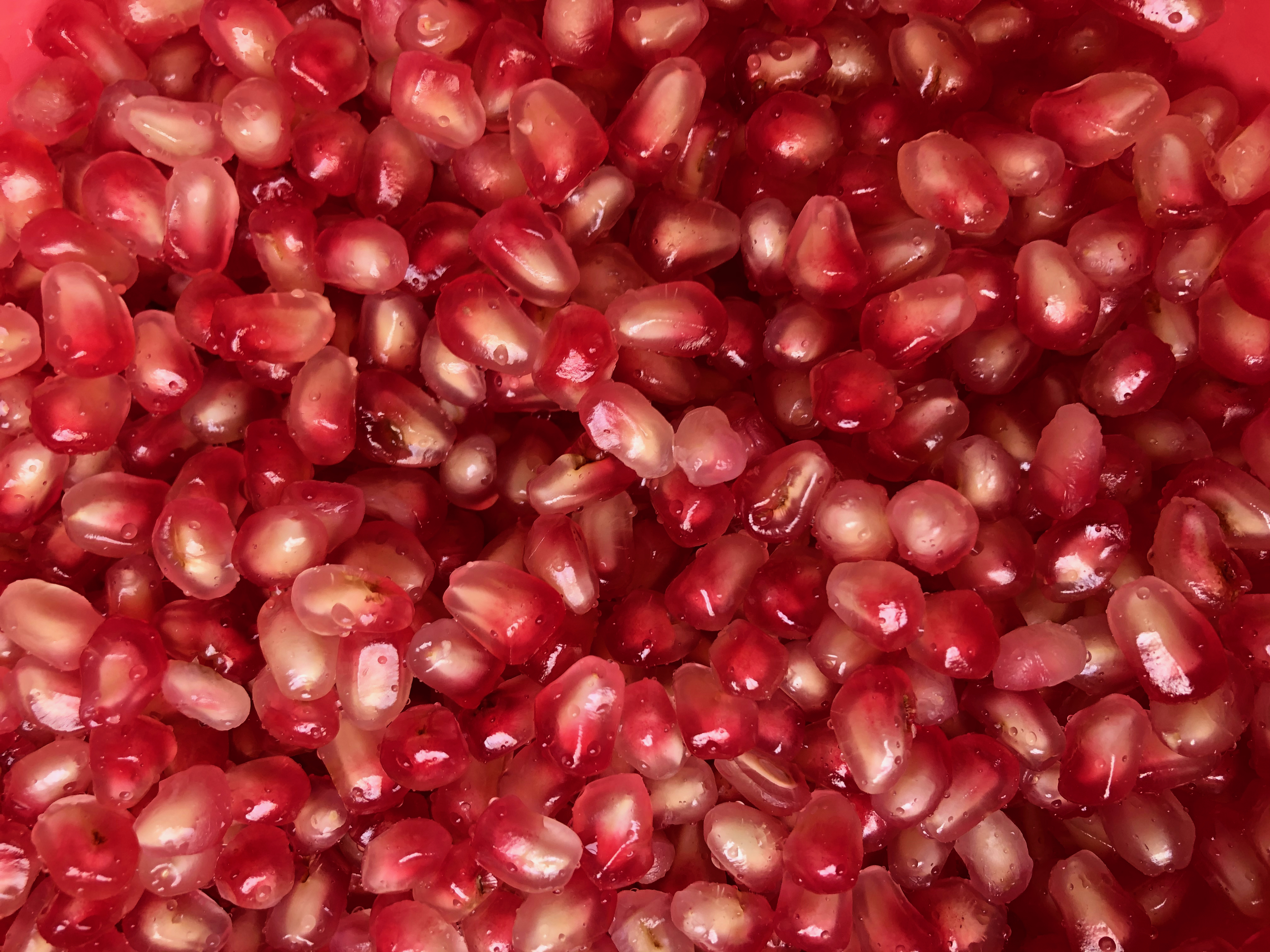
Зёрна граната готовы к употреблению

Возникновение культуры граната Н. И. Вавилов связывает с переднеазиатским очагом происхождения культурных растений, который включает в себя внутреннюю Малую Азию, Закавказье, Иран и горный Туркменистан. Именно здесь сосредоточены дикорастущие заросли граната и наибольшее разнообразие культурных форм.
Многие исследователи во главе с А. Декандолем сходятся в том, что зарождение культуры граната следует относить к самым отдалённым доисторическим векам, исчисляемым по меньшей мере 4 тысячелетиями. Ботанические, исторические и филологические документы свидетельствуют о том, что современные формы граната происходят из Северного Ирана, Восточного Закавказья и Западного Копетдага. По мнению Ходжсона, в названных географических районах гранат был высоко почитаем ещё до появления в культуре миндаля, абрикоса и персика. Как пишет Ходжсон, подобно инжиру, винограду, маслине, гранат претендует на одно из первых мест в самых ранних анналах истории, поскольку по своему потребительскому значению он занимал у первобытных людей место наряду с зерновыми культурами и мёдом, служившими основной пищей человека с первых шагов цивилизации.
Гранат неоднократно упоминался в самой ранней истории Греции, задолго до основания Рима, куда культура граната проникла через Карфаген (современный Тунис) значительно позднее. Например, Гомер упоминает гранат дважды в знаменитой «Одиссее» в качестве весьма обычного плодового растения в садах Финикии и Фригии. Древнегреческий историк Геродот свидетельствует, что когда персы под предводительством Ксеркса напали на греков, в составе его личной охраны был особый отряд, или «гранатовая бригада», солдаты которого на концах своих копий несли золотые гранаты как высший знак почести. Именно в летописи о Марафонском сражении, происшедшем в 490 году до н. э. впервые упоминалось растение гранат.
Теофраст дал весьма подробное описание граната в своей «Истории растений», написанной за 350 лет до н. э. Культурное растение гранат несколько раз упоминается в Ветхом Завете. По преданию, израильтяне, долго скитаясь в пустыне и страдая от жажды, впервые познакомились с гранатником и его плодами в Египте. При царе Соломоне гранатовые сады были весьма популярны и воспевались в особых песнях.
Многочисленные упоминания о гранате сделаны римскими авторами. Так, Плиний рассматривал гранат как ценный плод и отмечал, что наилучшие сорта его пришли к ним, то есть римлянам, из Карфагена. Гален и Диоскорид упоминали о лечебных свойствах граната, а Колумелла и Палладий — о культуре граната.
В Испании гранат хорошо привился, процветал и даже сделался символом золотого века Гранады. Современные широко распространённые культурные насаждения граната в Испании представляют собой один из ярких следов пребывания на этой территории мавританских племён. Абу-аль-Авам, живший в XII веке, описал 11 сортов граната, распространённых в то время на территории Испании. Провинция Гранада обязана своим именем широко распространённой славе её сортов граната, достигших высокой степени совершенства в этом благодатном для них географическом районе.
На восток от центра происхождения культуры и прилегающих к нему стран гранат, по-видимому, продвигался значительно позднее, чем в средиземноморские страны. В XVI—XVII веках гранат проникает в страны Нового Света: Центральную, Южную и Северную Америку, а также в Старом Свете — в Южную и Юго-Восточную Африку, Австралию, острова Индийского и Тихого океанов.

История культуры граната на территории государств бывшего СССР тесно связана с самыми первыми шагами земледелия в Закавказье. Среди государств Средней Азии наиболее интересным районом разнообразия дикорастущих плодовых растений, включая и гранат, является территория Туркменистана с западной частью Копетдага. В Узбекистан, Таджикистан, Киргизию и Казахстан проникали уже готовые культурные формы из Ирана, Туркменистана и отчасти Северного Афганистана. Н. И. Вавилов, характеризуя культуру граната в Афганистане, где он был в экспедиции, писал: 
Большое распространение гранатника в Афганистане, разнообразие сортов его, исключительное качество кандагарских гранатов, отражающих, несомненно, следы старой селекции, наличие в замкнутом Кафиристане и к югу от него диких форм, равно как общая приуроченность гранатника к Юго-Западной Азии, указывают на близость Афганистана к основной области формирования этого вида.
Б. С. Розанов пришёл к выводу, что культура граната в среднеазиатских государствах насчитывает не менее 2 тысяч лет, а возможно, и значительно больше. Такой вывод возможен благодаря некоторым археологическим находкам, добытым, в частности, экспедицией С. П. Толстова при раскопках Хорезмского замка Топрак-Кала, время существования которого датируется началом IV в. В остатках настенной живописи замка обнаружено изображение богини плодородия Анахиты с плодами в руке.

### Современная география культуры граната
Современная география культуры граната охватывает почти все районы субтропической зоны, а нередко проникает и в страны тропического пояса земного шара.

## Химический состав
Энергетическая ценность 100 г съедобной части плодов граната составляет 62—79 ккал. В плодах растения содержится около 1,6 % белка, 0,1—0,7 % жира, 0,2—5,2 % клетчатки и 0,5−0,7 % золы.
В гранатовом масле 272 мг% витамина E.
Цветки граната содержат красящее вещество пуницин. В листьях этого растения установлено наличие 0,2 % урсоловой кислоты.
Кора граната обыкновенного содержит алкалоиды, производные пиперидина — изопеллетьерин, метилизопеллетьерин и псевдопеллетьерин, обладающие противоглистным действием.
Съедобные части граната содержат антоцианы, природные антиоксиданты: 
- цианидин 50 %
- пеларгонидин 12 %
- пеонидин 12 %
- дельфинидин 12 %
- петунидин 7 %
- мальвидин 7 %

Антоцианы, такие как пеларгонидин-3-глюкозид, цианидин-3-глюкозид, дельфинидин-3-глюкозид, пеларгонидин-3,5-диглюкозид, цианидин-3,5-диглюкозид и дельфинидин-3,5-диглюкозид, расположены в ариллусах (зернах) граната.

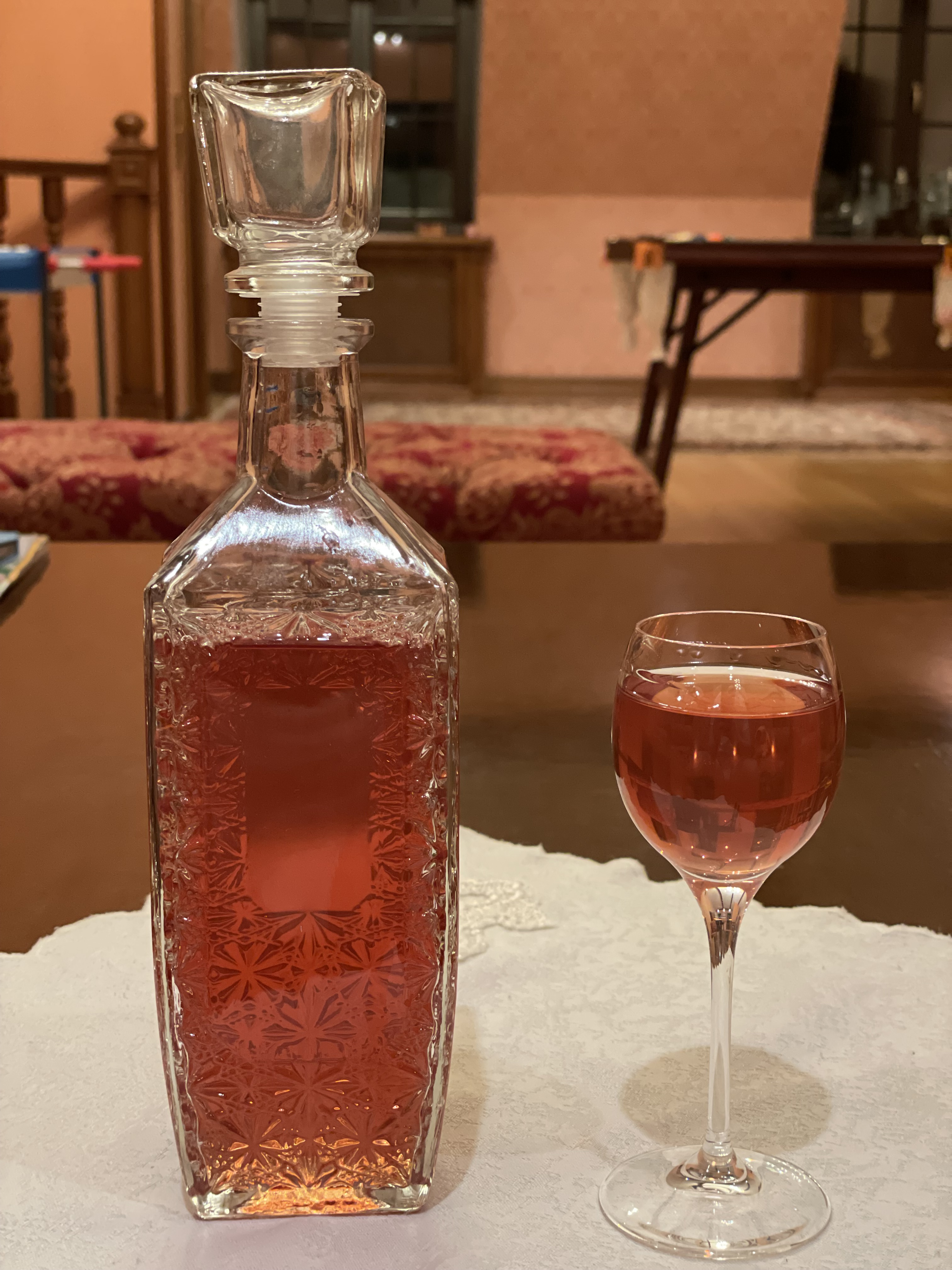
Домашняя гранатовая настойка

Гидролизуемые танины являются преобладающими фитохимическими веществами в плодах граната, на долю которых приходится 92 % его антиоксидантной активности. Их классифицируют по продуктам гидролиза: галлотаннины и эллагитаннины. 
Гидролизуемые танины обнаружены в кожуре (шелухе или околоплоднике), листьях, коре и сердцевине плодов. Большинство эллагитаннинов, таких как пуникалин и пуникалагин, обнаруживаются в околоплоднике, коре, семенах и цветах. Однако больше всего галлотанинов содержится в листьях граната.

## Хозяйственное значение
Плоды богаты сахарами, танинами, витамином C. Гранатовый сок считается полезным при малокровии; отвар кожуры и плёнчатых перегородок используется, как вяжущее средство при ожогах и расстройствах желудка благодаря высокому содержанию дубильных веществ.
Кислая красноватая мякоть граната используется в десертах и салатах, а также для приготовления прохладительных напитков, настоек и наливок. В Армении гранат используется для приготовления купажированых десертных и креплёных вин.
В качестве лекарственного сырья использовалась (а в тропических и субтропических странах и сейчас используется) кора корней (реже стволов и ветвей) граната обыкновенного — лат. Cortex Granati.

### Гастрономические свойства
Свежевыжатый сок граната обладает уникальным свойством снимать тяжесть в желудке после приема пищи. Поэтому существовал обычай подавать спелый гранат к плову и ряду других блюд. Насытившись едой, плод граната наминали руками, затем надрезали кожуру ножом и выпивали образовавшийся сок, что приносило облегчение после обильной трапезы.

## Болезни и вредители
Гранат болеет фомопсисом - раком ветвей, его может поражать сажистый гриб, многие насекомые-вредители — гранатовая плодожорка, гвоздичная листовёртка, древесница въедливая, гранатовая тля, гранатовый четырёхногий клещ.

## Культурное значение
Гранат довольно широко отражен в культуре народов, которые выращивают гранаты — Иран, Испания (особенно Гранада), Азербайджан, Армения, Израиль и другие. В Иране ему поставили памятник, в Румынии была выпущена марка, а в Армении в 2011 году отчеканили памятную золотую монету в 500 драм. На гербах некоторых общин Франции и на значительной части гербов городов Испании присутствует изображение граната. Особенно характерно изображение граната на гербах испанской исторической местности Гранада.

## Галерея

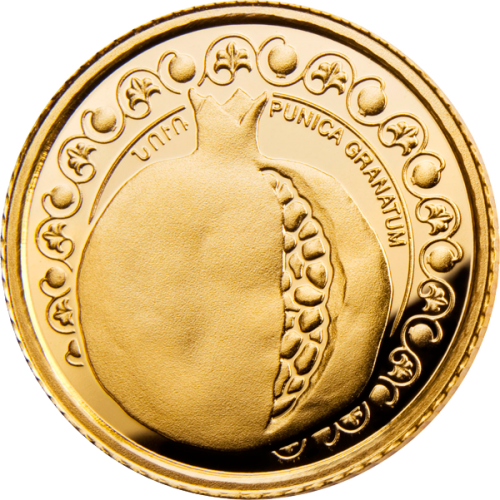
Золотая монета в 500 драм (Армения)
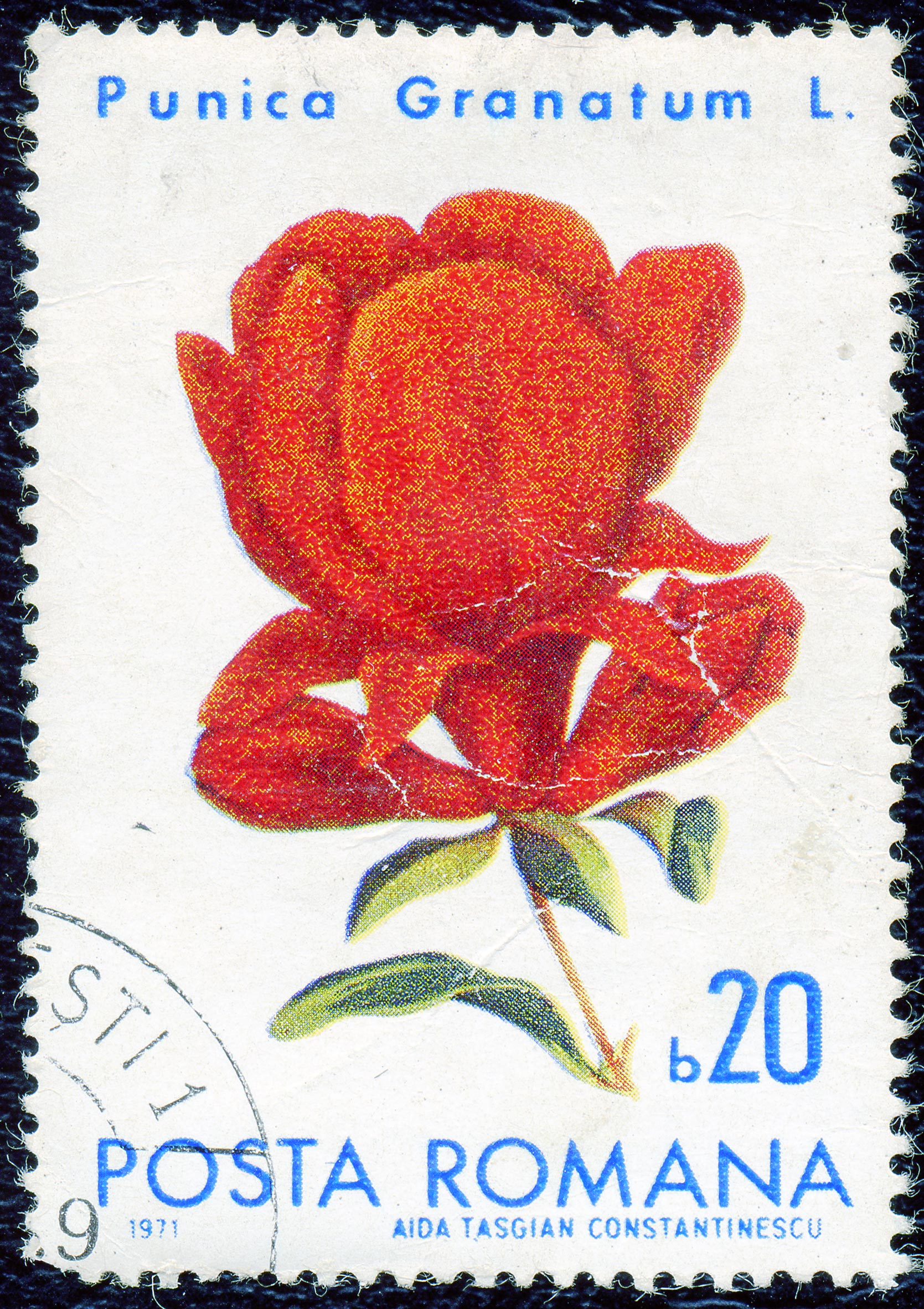
Румынская марка 1971 года
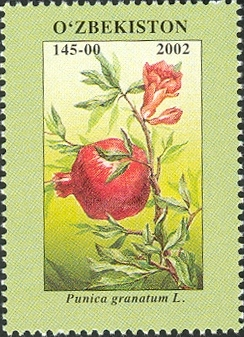
Узбекская марка 2002 года
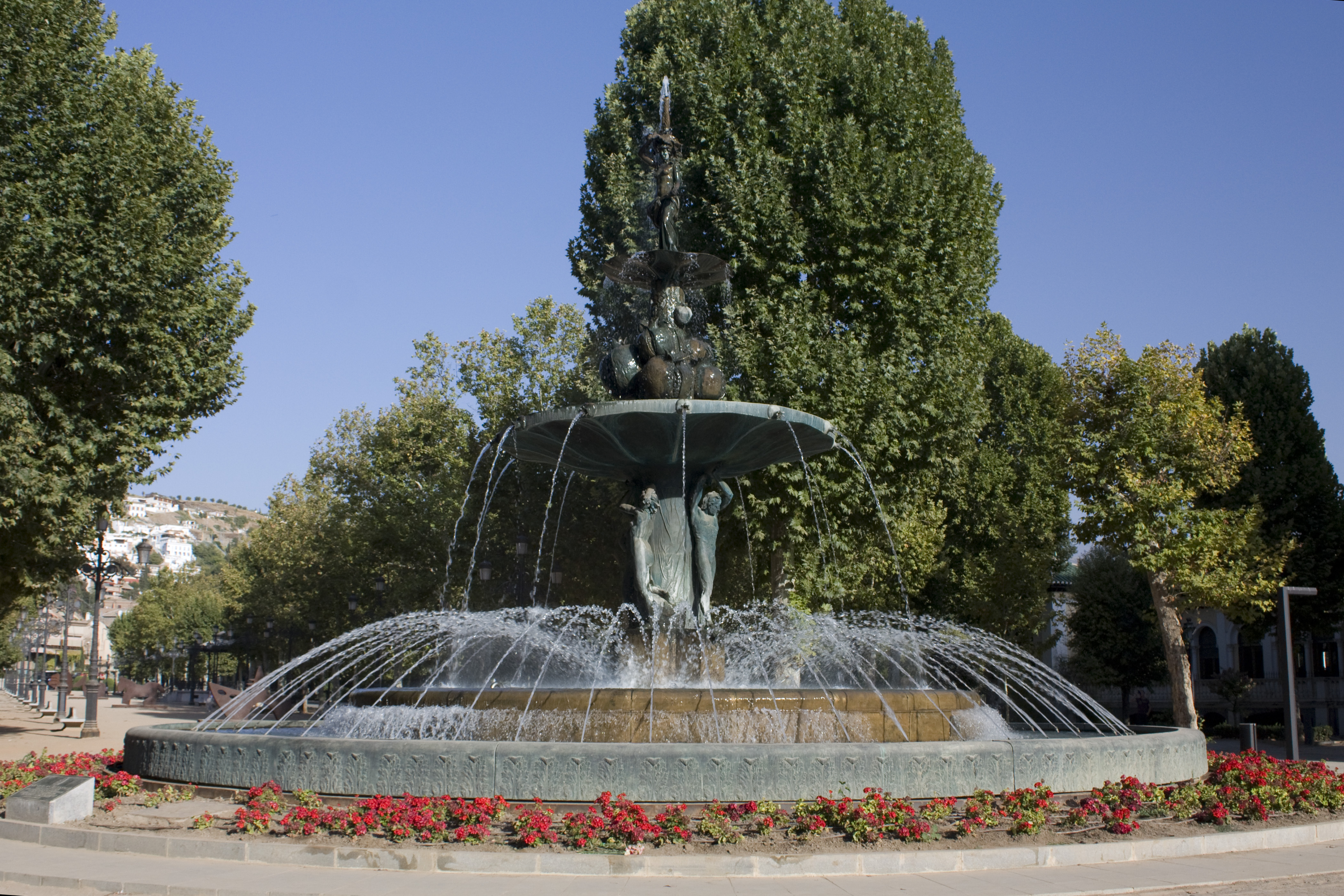
Гранатовый фонтан в Гранаде
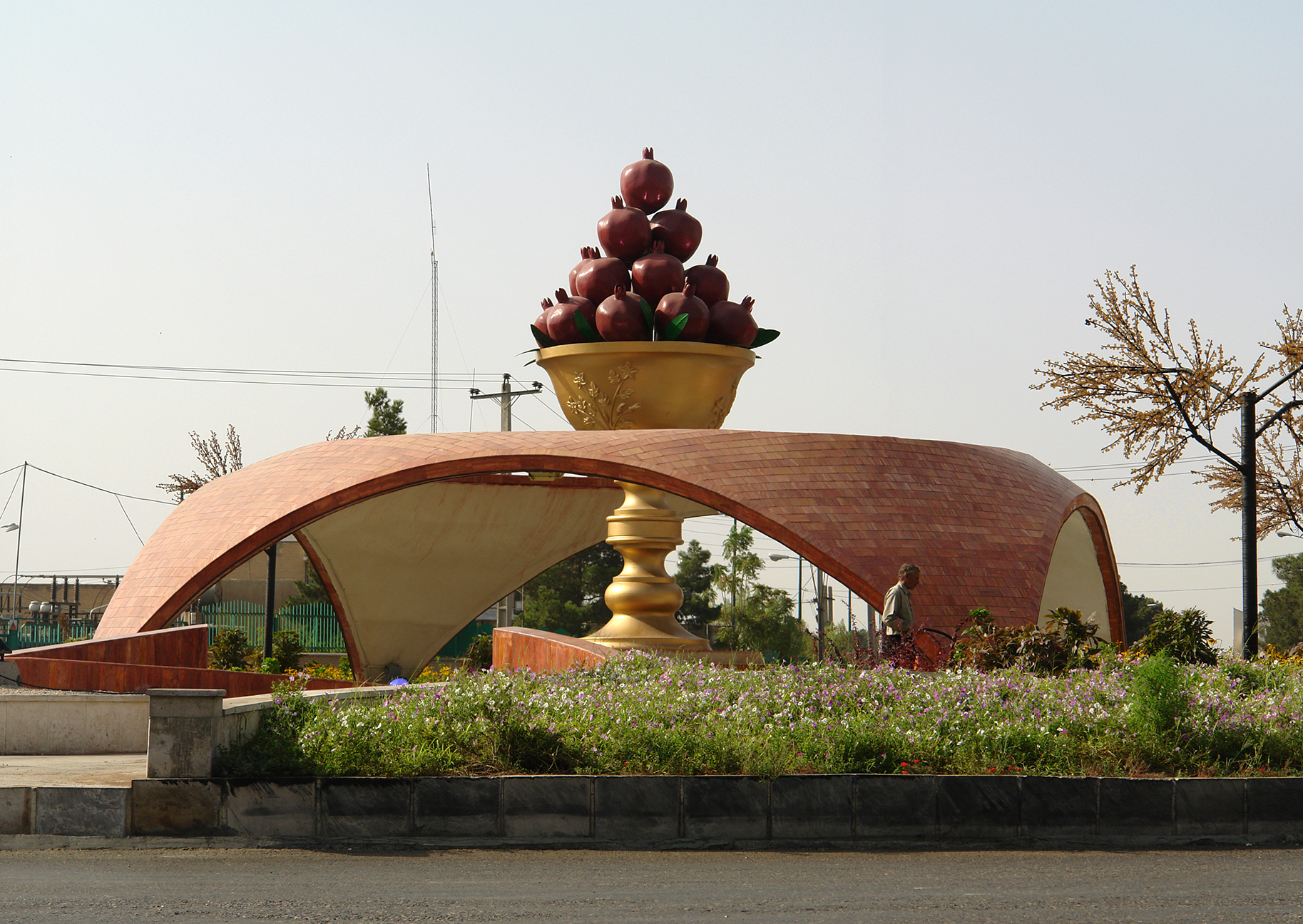
Памятник гранату в городе Саве (гранат — символ Ирана)
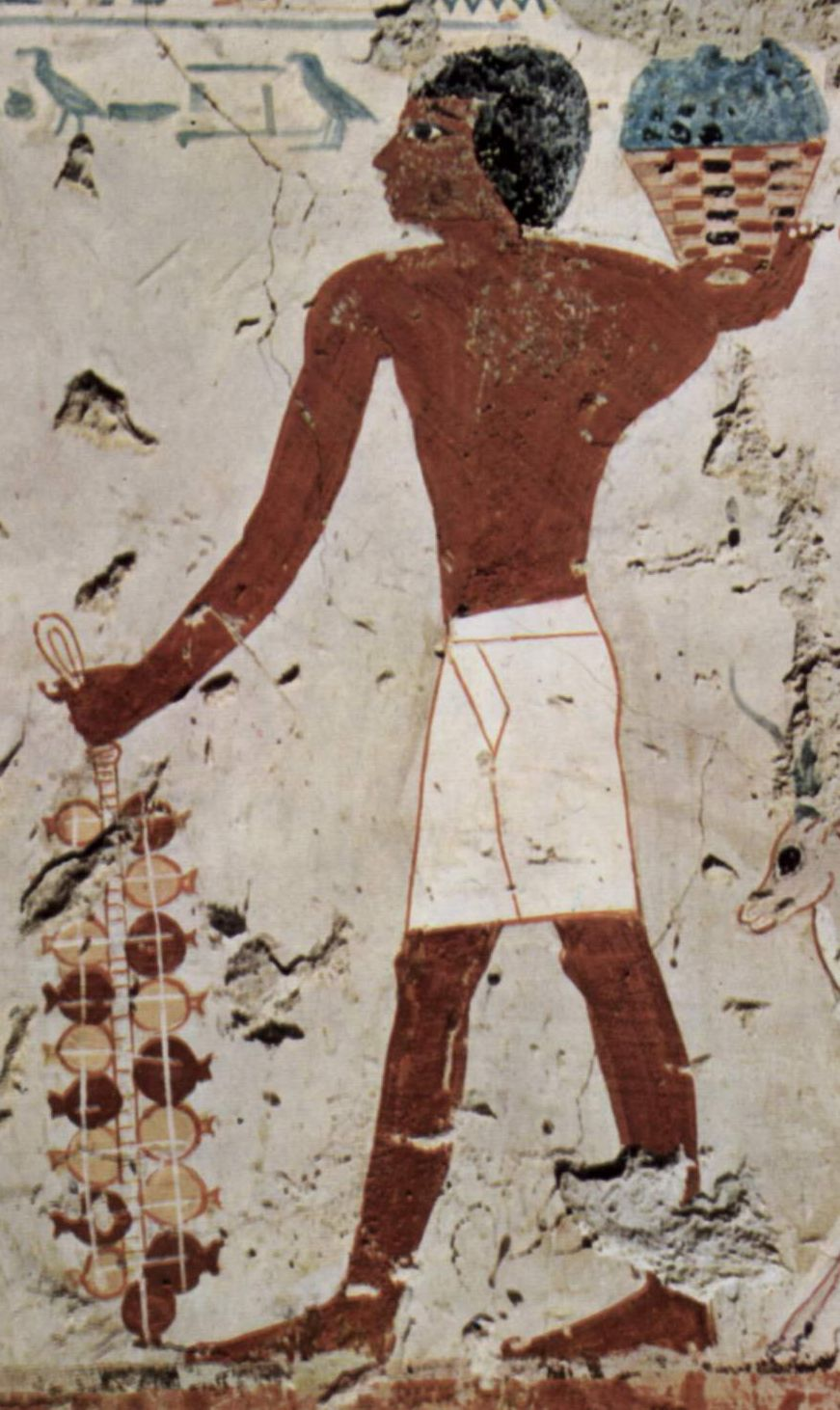
Древнеегипетская фреска с гранатами
Гранат на гербе французской коммуны Грамон
Гранат на гербе Испании
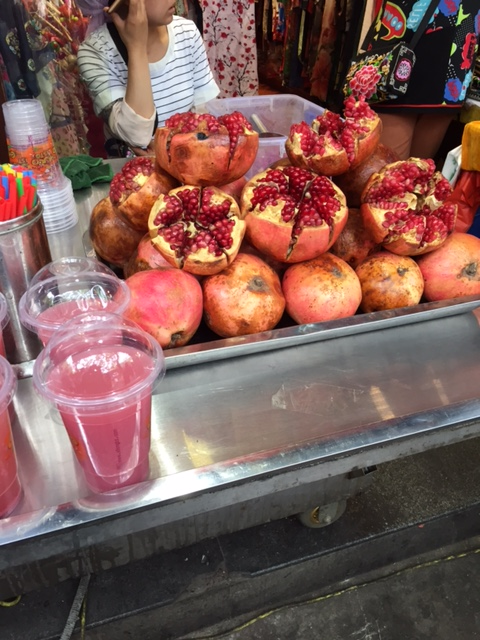
Прилавок с гранатовым соком в Сиане, Китай
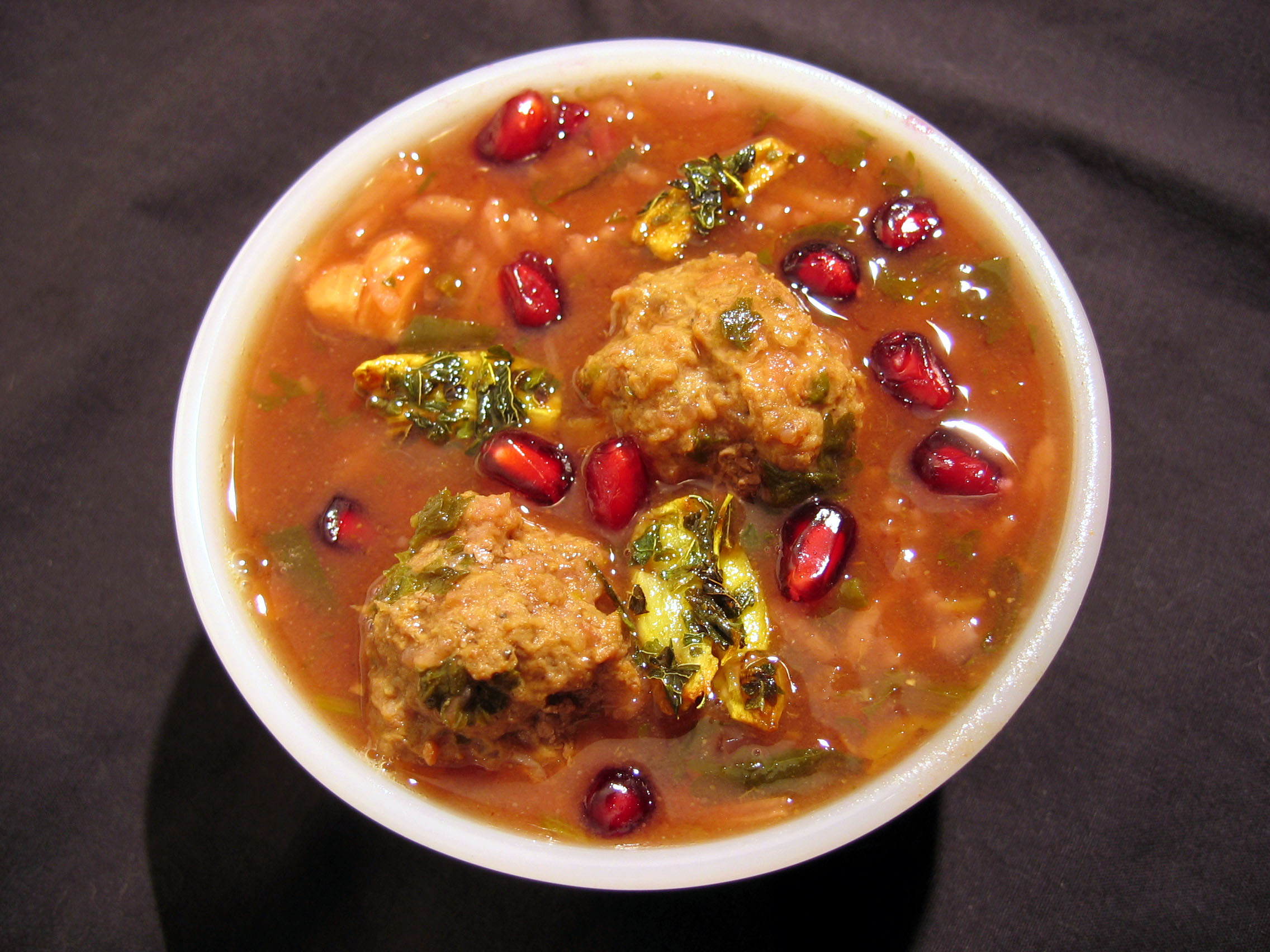
Тарелка иранского супа аш-э анар, приготовленного с гранатовым соком
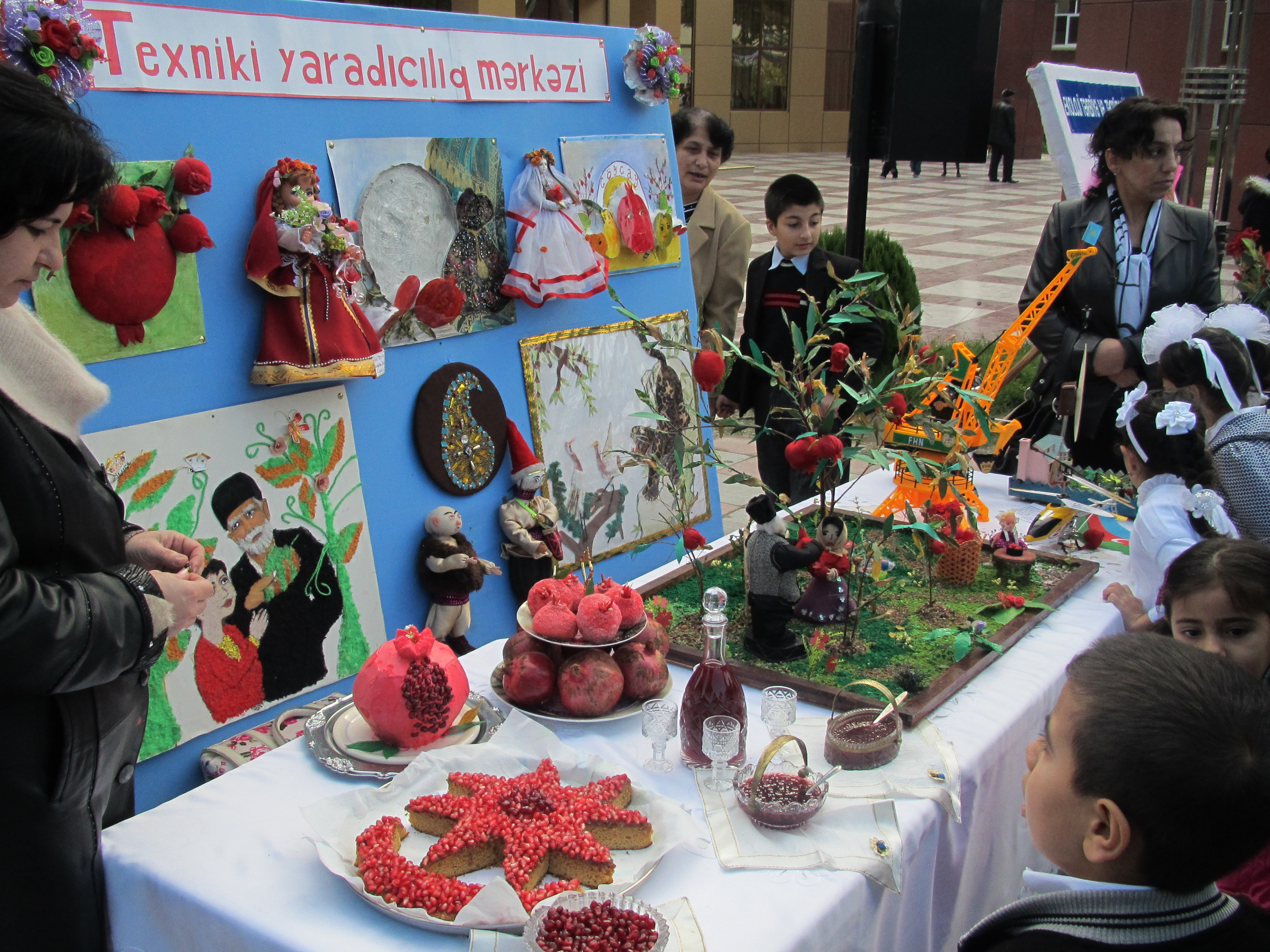
Фестиваль граната в Азербайджане, 2011
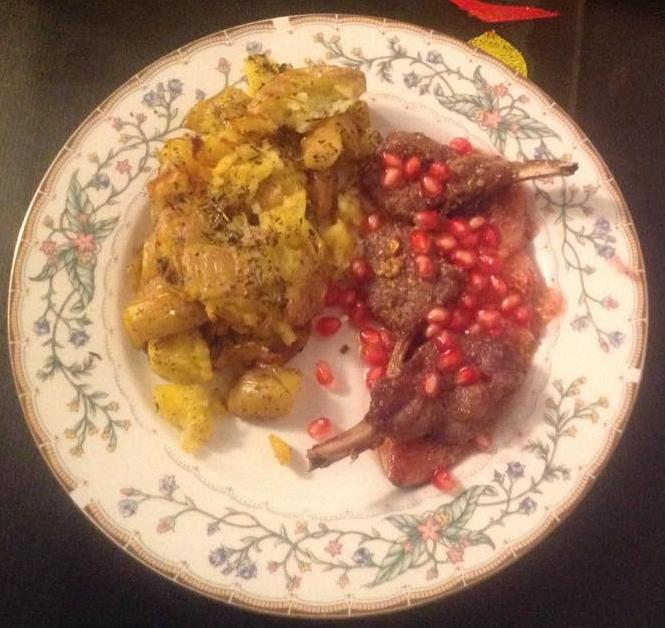
Бараньи отбивные по-турецки с засахаренным инжиром и картофельным пюре с травами, украшенные гранатом
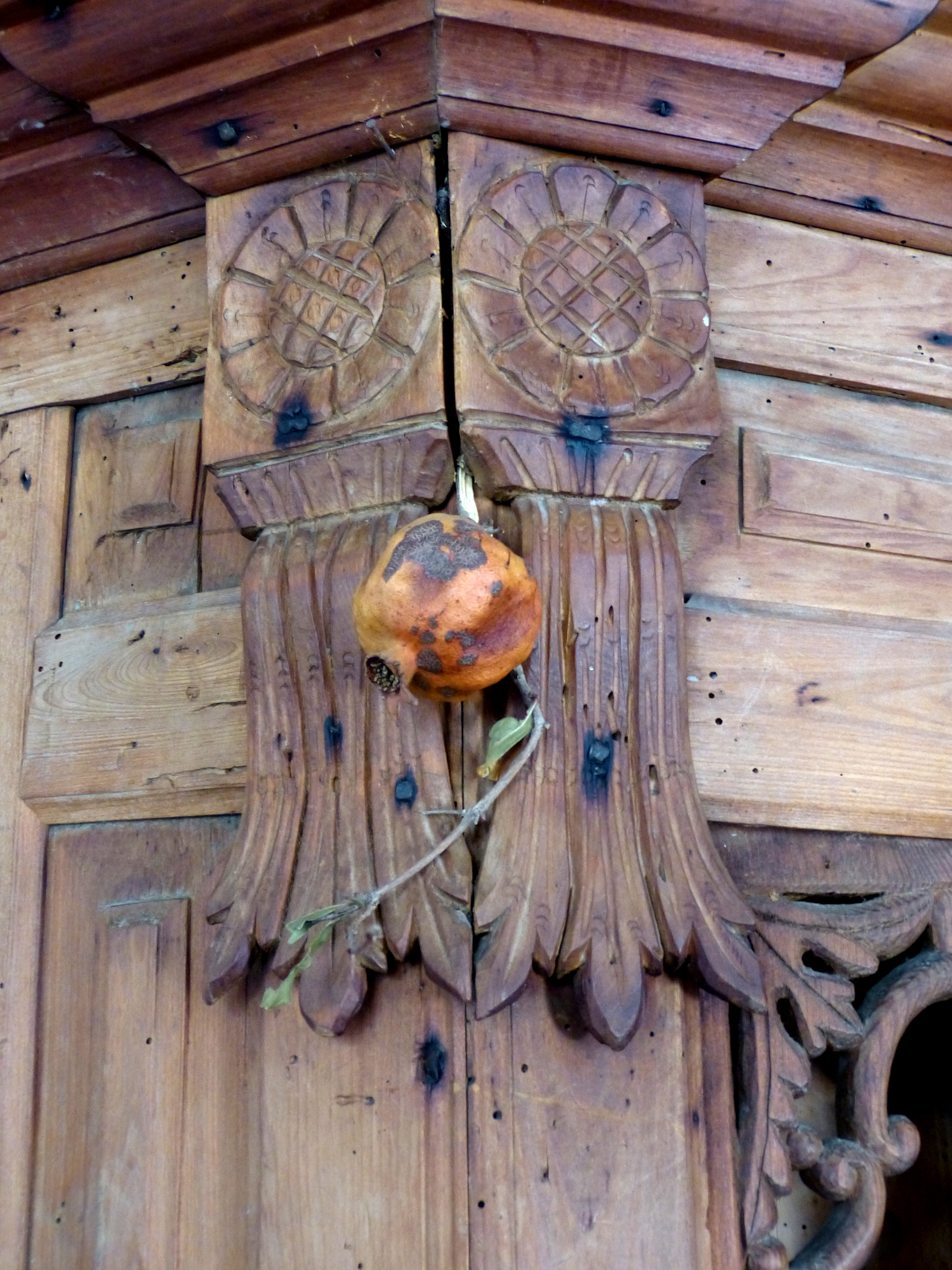
Албания
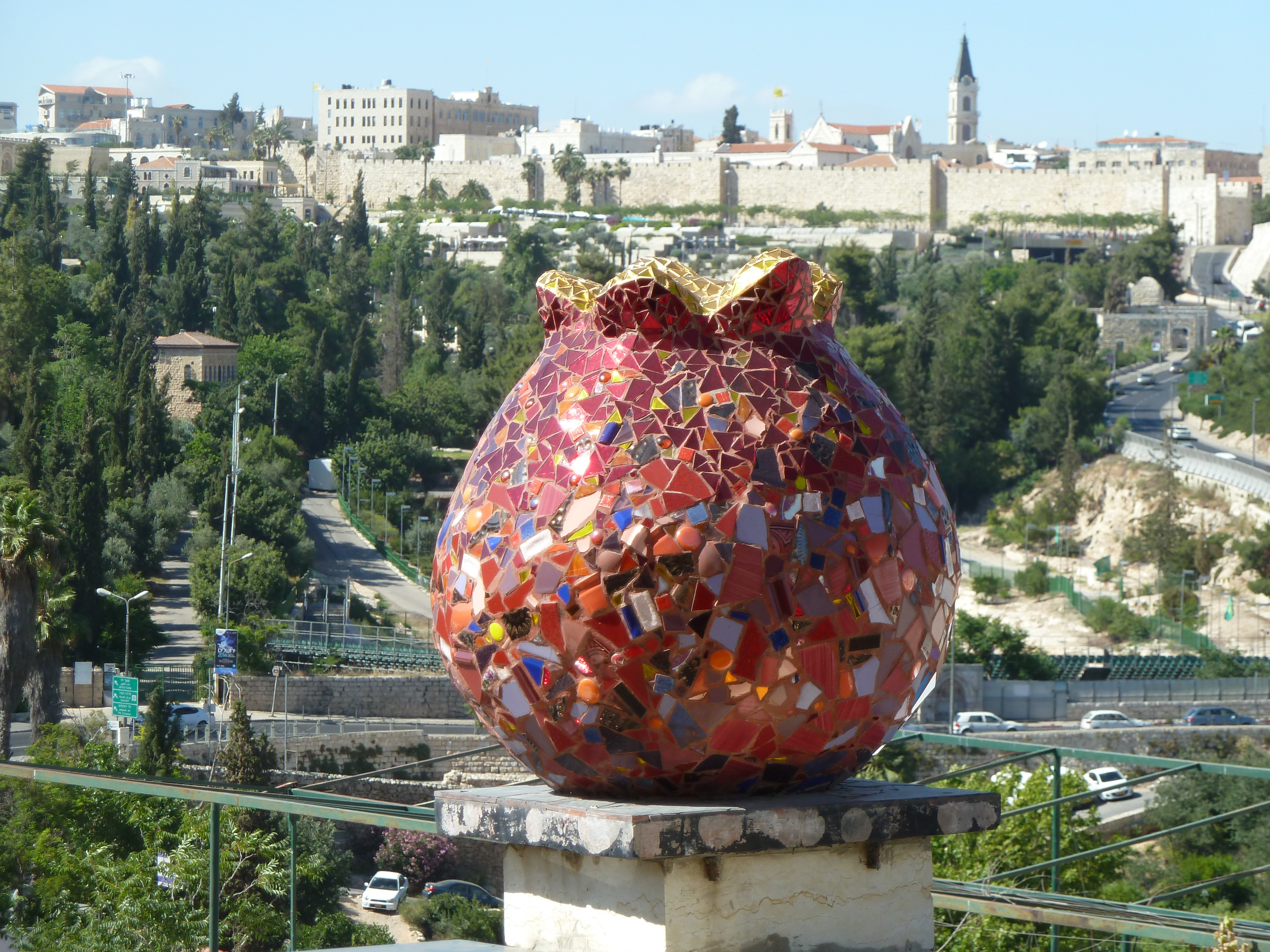
Мозаичный гранат в Иерусалиме
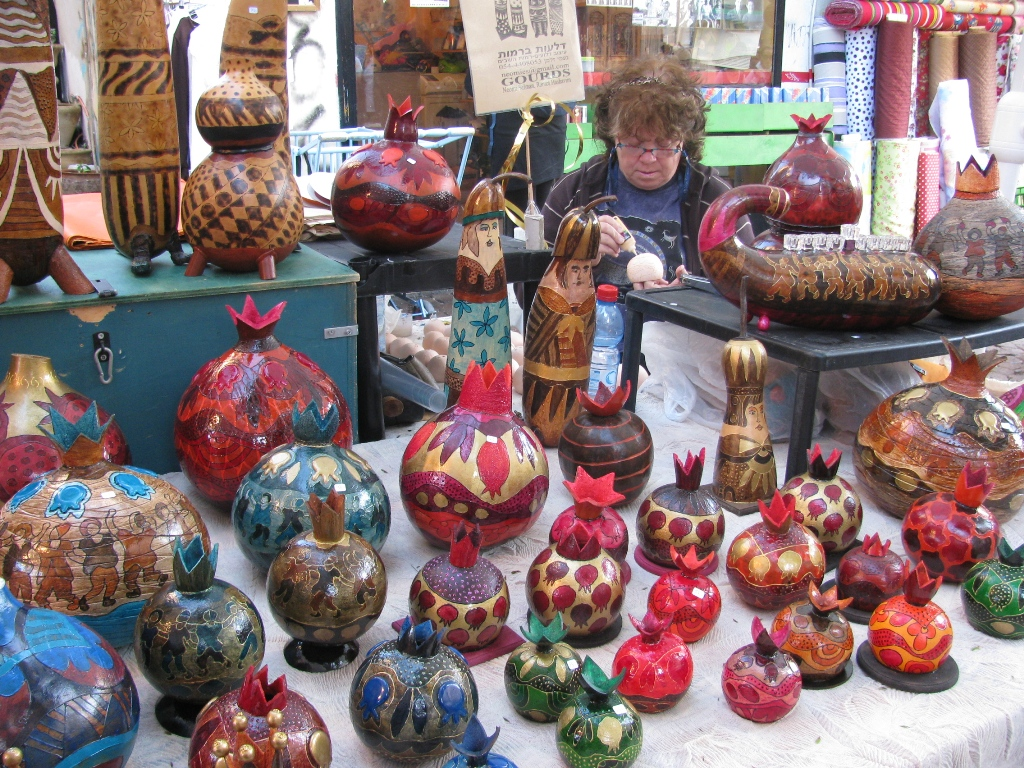
Фарфоровые гранаты в Тель-Авиве (Израиль)
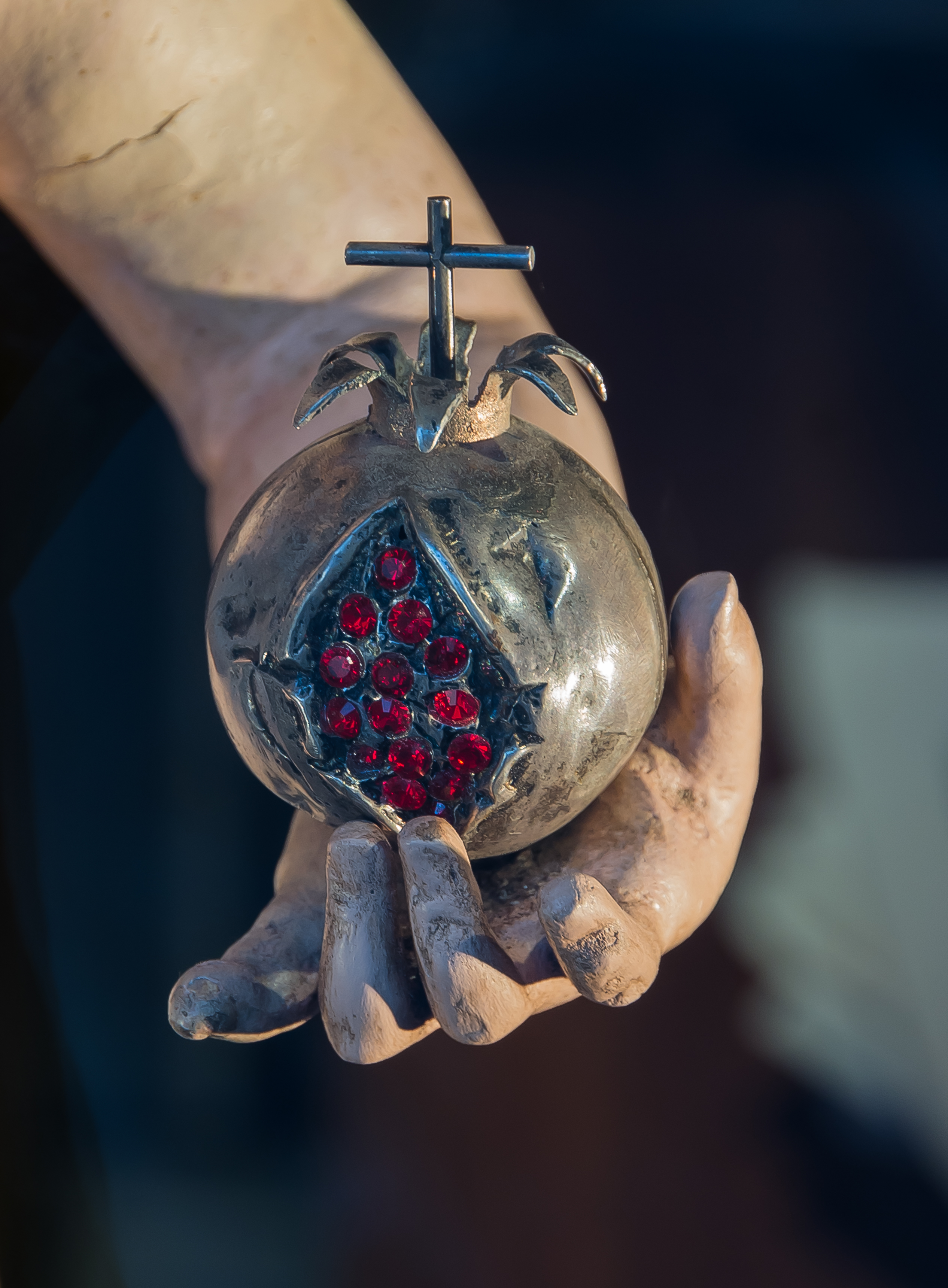
Гранат в руке Иисуса (Гранада)
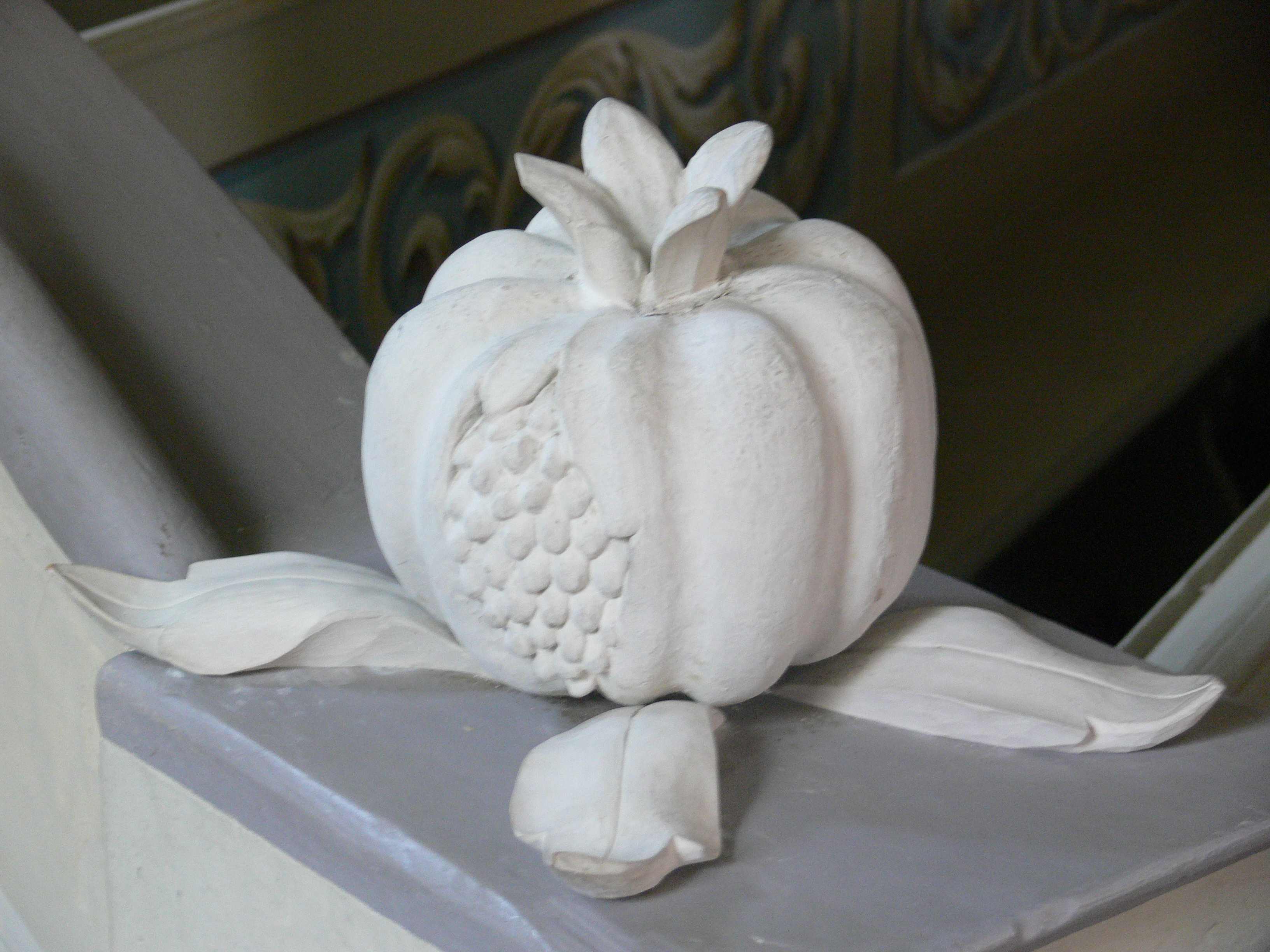
Гранат на кирхе в немецком городе Айзенберг
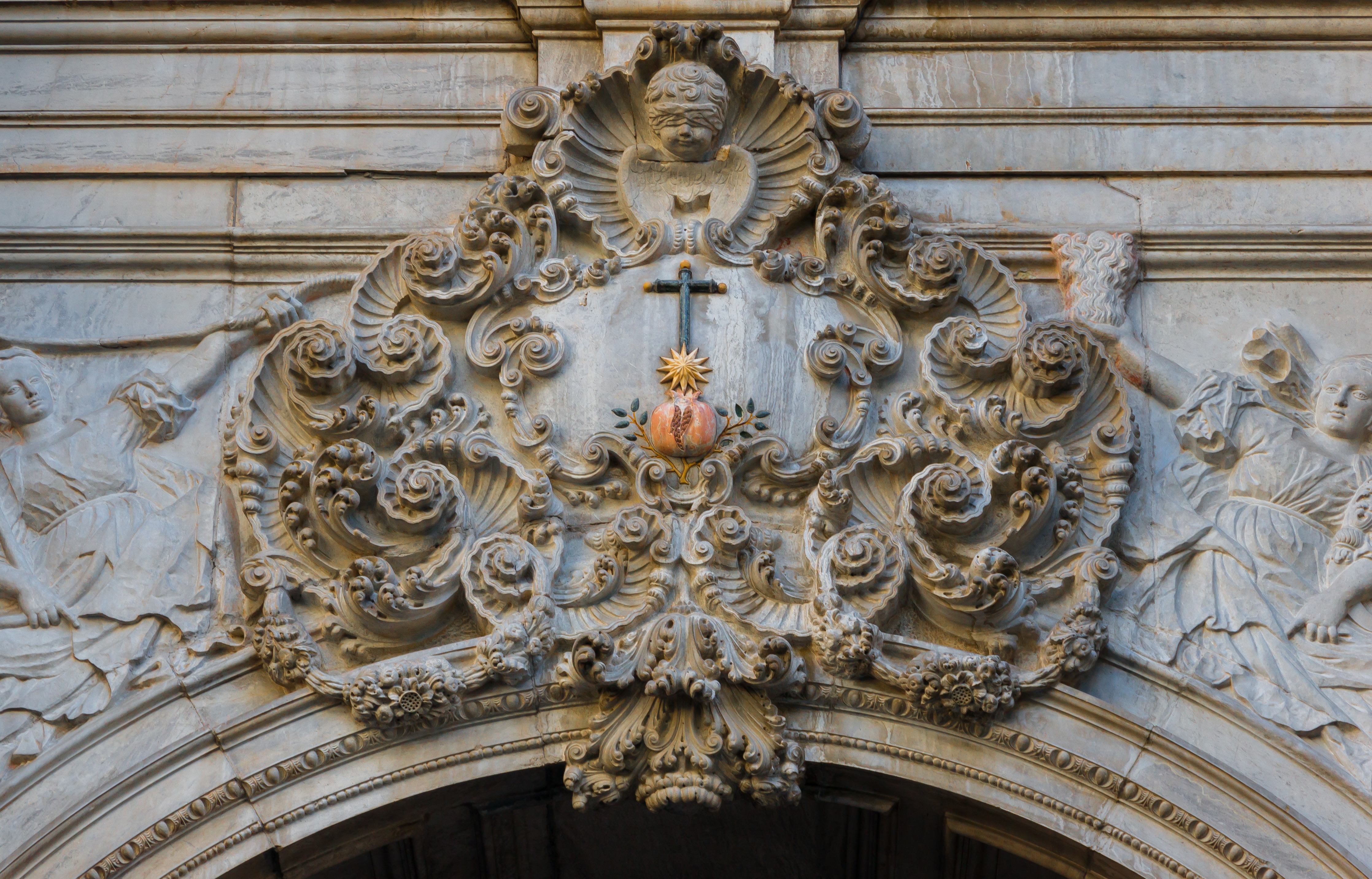
Гранат на церкви в Гранаде
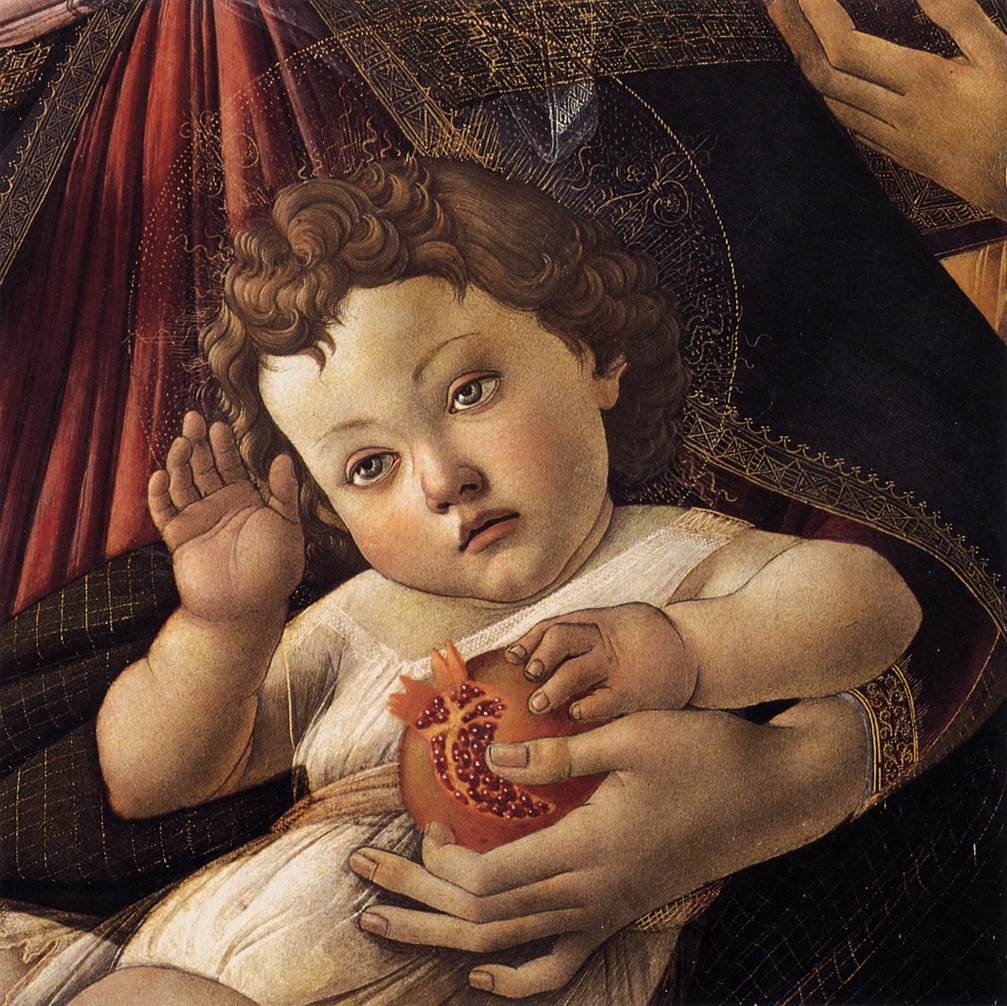
Мадонна с гранатом, часть картины Боттичелли, 1487